# Angelo Secchi
Pietro Angelo Secchi (Reggio Emilia, Emilia-Romaña; 29 de junio de 1818-Roma, 26 de febrero de 1878) fue un jesuita y astrónomo italiano, reconocido tanto por sus descubrimientos acerca de la dinámica de la cromosfera solar, como por sus trabajos pioneros en espectrometría estelar, a partir de los que estableció una clasificación conocida como Clases de Secchi, base de las distintas clasificaciones estelares que se desarrollaron posteriormente.

## Biografía
El 3 de noviembre de 1833, a la edad de dieciséis años, ingresó en la Compañía de Jesús de Roma. Continuó sus estudios en el Colegio Romano. Allí mostró sus dotes científicas, y por ello en 1839 ejerció de profesor de matemáticas y física. En 1841 fue profesor de física en el Colegio Jesuita de Loreto (Italia). En 1844 comenzó a estudiar teología en Roma, y fue ordenado sacerdote el 12 de septiembre de 1847. En 1848, debido a la Revolución Romana, los jesuitas tuvieron que abandonar la capital italiana. Los siguientes dos años vivió en Reino Unido y en Estados Unidos, trabajando en el Stonyhurst College y en la Universidad de Georgetown, respectivamente. En esta última realizó su doctorado en teología.
De su paso por Estados Unidos destaca su amistad con Matthew Fontaine Maury, el primer director del Observatorio Naval de los Estados Unidos, en Washington D. C. Mantuvo correspondencia con él durante muchos años. En 1861 Secchi le dedicaría uno de sus trabajos, y en 1873 le escribiría una necrológica el mismo año de su muerte.
En 1850 regresó a Roma tras la finalización de la revolución, donde dirigió el observatorio del Colegio Romano hasta su muerte. Entre 1850 y 1870 desarrolló la primera clasificación de espectros estelares, llamada Clases Secchi.
En 1877 descubrió las espículas solares, pequeños destellos de luz que se producen continuamente en la cromosfera del sol.
En 1860, Angelo Secchi se desplazó a España, concretamente al parque natural del Desierto de las Palmas (Castellón), para realizar fotografías del Eclipse total del 18 de julio de 1860 que fue observable «desde la costa Cantábrica, al O. de Santander, a la Mediterránea, cerca de Oropesa».
Fue un gran experto en el estudio del Sol y las manchas solares; y por ello, el papa le nombró conde de Secchi. Al morir, el título pasó a ser de su hermano, que vivía en España.[cita requerida]

## Investigaciones

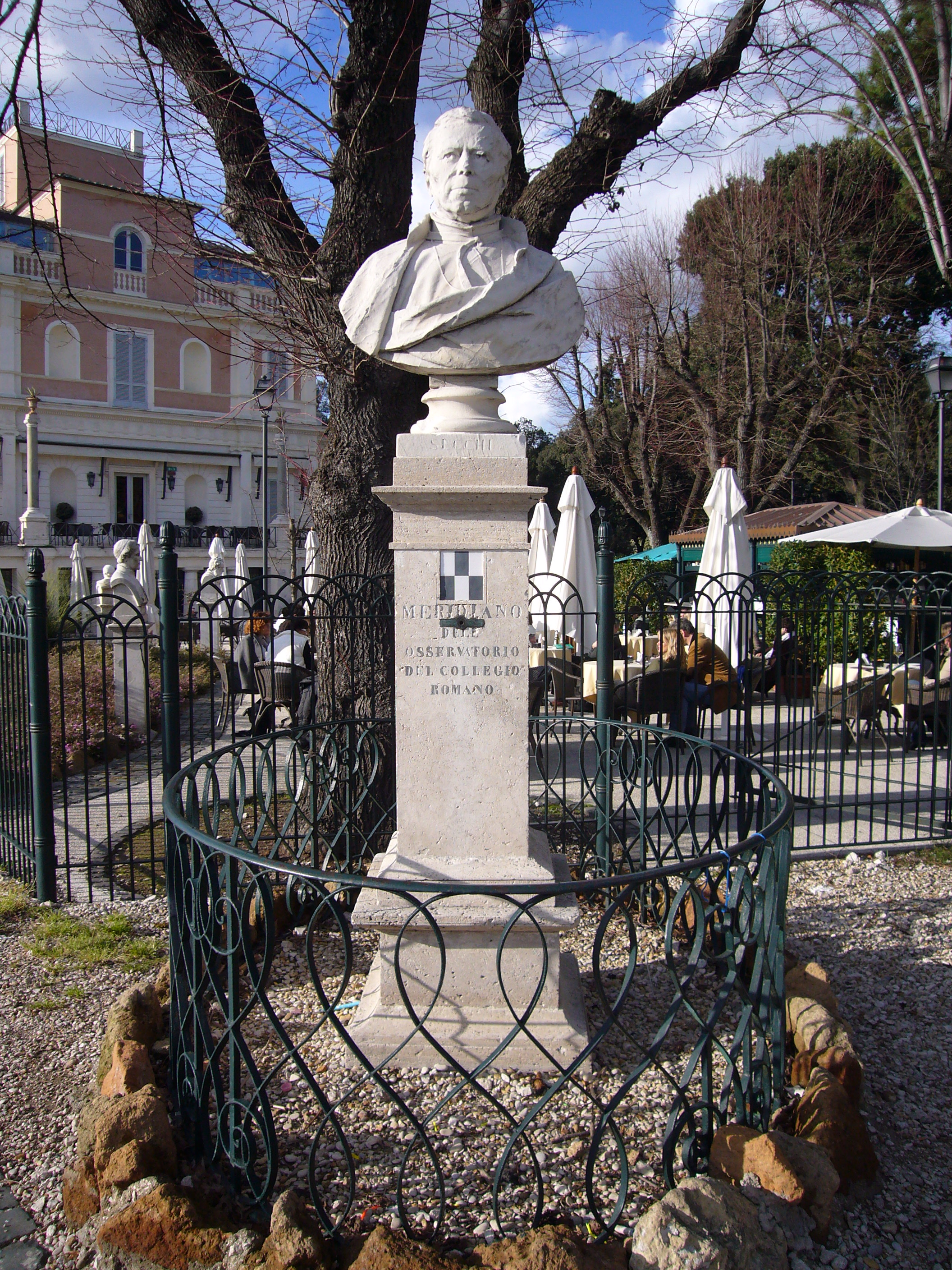
Busto de Angelo Secchi.

### Astronomía
Secchi aplicó a la astronomía los recientes descubrimientos del análisis espectral, gracias a que la asociación entre un espectroscopio y un telescopio podía convertir el firmamento en un objeto de estudio que revelase los componentes químicos de los cuerpos celestes.
Haciendo pasar la luz del sol y de las estrellas a través de un prisma, pudo analizar la distribución de los colores y de las líneas oscuras de absorción, determinando la composición química de las estrellas y de la atmósfera solar, distinguiendo diferentes clases espectrales. En este campo Secchi puede ser considerado un pionero, en particular en el análisis espectroscópico y en la clasificación estelar sobre la base de la espectroscopia.
Estudió a fondo el Sol, analizando su influencia sobre la atmósfera terrestre y los fenómenos eléctricos y meteorológicos. También estudió la penetración de la luz en el agua del Mar Mediterráneo; para este experimento creó un instrumento especial (llamado disco Secchi), que todavía se aplica hoy en limnología.
En 1858 trazó uno de los primeros mapas de Marte, en el que denominó Syrtis Major al después conocido como canal Atlántico. Por lo tanto, fue el primero en utilizar el término canal, aunque el objeto que definió con esta designación no se correspondía con los "canales" reseñados por Schiaparelli y Lowell.
También se encargó de la expedición italiana organizada para observar el tránsito de Venus sobre el Sol en 1874.
En 1853 descubrió el cometa C/1853 E1 Secchi.

### Protuberancias solares
Secchi intuyó que detrás de cada investigación astronómica debía estar el estudio del Sol. En este sentido, fue capaz de llevar a cabo una medición directa de la radiación solar mediante un telescopio dotado de una pila térmica conectada con un galvanómetro. Descubrió que la radiación lumínica, térmica y química en el centro del disco solar es casi el doble que en sus bordes; observó la estructura de la fotosfera solar; hizo un seguimiento sistemático de las manchas solares; descubrió la estructura granular de la fotosfera; estudiando las manchas solares logró medir su profundidad y realizó observaciones de su composición química (erupciones de metal) y su disposición en el disco solar; envió por correo un estudio sistemático de las observaciones solares (posteriormente continuado por sucesivos directores del Observatorio del Collegio Romano) formando una colección de datos solares comparables y uniformes; y participó en expediciones científicas para estudiar las protuberancias solares durante los eclipses.
Sus observaciones y sus estudios también se refirieron a la morfología de las protuberancias solares; y al seguimiento y descripción de las sombras volantes. Estudió la estructura de la cromosfera y de los filamentos gaseosos que emergen y se trasladan desde el borde del sol, a los que dio el nombre de "espículas", un término que fue adoptado décadas después de forma oficial por la Unión Astronómica Internacional.
Hasta que Secchi se dio cuenta de su interés, tradicionalmente se había atribuido poca importancia a dos fenómenos visibles durante los eclipses solares totales: la corona y las protuberancias. Se opinaba incluso que no pertenecían físicamente al Sol, y que se derivaban de fenómenos atmosféricos. Secchi comenzó a estudiar estos fenómenos durante el eclipse total de 1851, pero no solo visualmente, como solían hacer hasta entonces otros astrónomos, sino que intentó realizar un daguerrotipo (una fotografía a partir de una emulsión metálica sobre una placa de vidrio), uno de los primeros ensayos científicos realizados con la recién nacida técnica fotográfica. Durante el eclipse total se pudieron ver tres protuberancias, y como también fueron observados por Airy desde el Observatorio de Greenwich, hubo una primera prueba de su realidad física.
Durante el eclipse total del 18 de julio de 1860 en España, fue el único capaz de captar la imagen de la corona solar, fotografiándola directamente como la imagen solar en el plano focal del objetivo, sin utilizar el aumento del ocular. Este procedimiento fue adoptado posteriormente de forma general.
Con motivo del eclipse total en las Indias de 1868, Pierre Janssen encontró un sistema para observar también las protuberancias solares (poniendo la ranura del espectroscopio tangente al limbo solar). El mismo método fue hallado de forma independiente por otros astrónomos y en adelante Secchi también lo utilizó, convirtiendo la vigilancia de las protuberancias solares en algo tan regular como la de las manchas solares.
También observó las citadas manchas solares, en el supuesto de que eran las zonas frías de la fotosfera; haciendo su seguimiento diario; tomando nota de su número, de su movimiento y de su aparición; y dibujando las más interesantes de acuerdo con las imágenes que le proporcionaba su telescopio. Desde 1871 Secchi dibujó a diario la cromosfera con las protuberancias solares alrededor del contorno del Sol, para comprobar la distribución sistemática de las prominencias en diferentes zonas y confirmar el marcado paralelismo entre la frecuencia de las fáculas y de las manchas solares con esas prominencias, prueba del origen común de estas diferentes manifestaciones de la actividad solar.
Sus magníficos dibujos de las enormes llamas rojas de hidrógeno que estallan en la superficie solar con formas fantásticas y siempre cambiantes se han convertido en clásicos de la literatura astronómica.
A través del análisis espectral del Sol llegó a la conclusión de que la atmósfera solar se compone de elementos gaseosos, incluyendo el hidrógeno en forma masiva y otros elementos conocidos en la Tierra. Estos hallazgos fueron el resultado de un programa de observación solar que se llevó a cabo en el Observatorio del Collegio Romano, y que expuso en el libro "Le Soleil" de 1875.

### Clasificación espectral de estrellas: clases de Secchi
El trabajo sin duda más importante que realizó el padre Angelo Secchi en astrofísica es la clasificación de estrellas de acuerdo con el tipo espectral, comenzando en primer lugar a estudiar las estrellas binarias y nebulosas.
En comparación con las clasificaciones anteriores de Friedrich Georg Wilhelm von Struve, sus observaciones lo llevaron a dividir las estrellas binarias en dos categorías: la primera consistía en dos, tres o cuatro componentes estelares que giran alrededor del baricentro de acuerdo con las leyes de Kepler; la segunda, aquellas que aparentan ser dobles por efecto de la perspectiva, alineadas para el ojo del observador, pero independientes entre sí y sin influencia mutua.
De las nebulosas estudió la forma, el espectro visible y realizó numerosos dibujos, en particular de la nebulosa de Andrómeda. Dedujo que no son grupos de estrellas lejanas como se creía, si no tenues masas de materiales gaseosos. Apoyado en el descubrimiento del astrónomo británico William Huggins (que había descubierto la diferencia entre nebulosas -masas gaseosas- y galaxias -conjuntos de estrellas-), Secchi caracterizó la nebulosa de Orión, varias nebulosas de Sagitario y numerosas regiones de la Vía Láctea.
Desde 1861 y hasta 1868, equipado con las mejoras de la espectroscopia aplicadas al reflector del nuevo Observatorio del Colegio Romano, comenzó a recoger y estudiar más de 4000 espectros de estrellas.
Encontró que cada espectro difería de los otros. En consecuencia, dedujo que cada estrella queda caracterizada por su espectro como cualquier persona por sus huellas digitales. A pesar de la diversidad de todos estos espectros (cada uno indica los diferentes componentes químicos de la estrella), Secchi tuvo la idea de identificar algunas características comunes y luego enunciar la primera clasificación de las estrellas en función del tipo espectral.
| TIPO | COLOR              | ESPECTRO CARACTERÍSTICO | EJEMPLO DE ESTRELLA                | NOTAS                                     |
| 1    | Blanco o azulado   | Espectro casi continuo, marcado con 4 rayas intensas del hidrógeno más otras rayas de magnesio, sodio y hierro (amarillo y verde) | Sirio, Vega, Altair                | Muy numerosas                             |
| 2    | Amarillo           | Rayas del hidrógeno sutiles del tipo 1, presencia de hierro y magnesio                                                            |                                    | También numerosas                         |
| 3    | Rojo o naranja     | Rayas negras y netas de metales alternadas con zonas oscuras más difuminadas                                                      | Sol, Arturo, Capra, Capella, Pólux | Poco numerosas                            |
| 4    | Rojo sangre o rubí | Presenta las 3 rayas largas y continuas del carbono; ausentes las rayas de metales                                                | Betelgeuse, Antares, Mira Ceti     | Estrellas de pequeño tamaño y luminosidad |

Parece que posteriormente también se había añadido un quinto tipo que comprende un número muy pequeño de estrellas (por ejemplo Gamma Cassiopeiae) cuyos espectros mostraron "en la emisión líneas brillantes", pero esto no es cierto.
Con esta clasificación Secchi fue el primero en poner en evidencia que el color de las estrellas está en relación con las líneas espectrales y que su temperatura influye mucho en este espectro. El valor de esta clasificación es notable porque la astronomía hasta entonces siempre se había limitado al estudio de las posiciones y movimientos de los objetos celestes. Con el telescopio se podían descubrir nuevos astros, pero con el espectroscopio se pudo empezar a conocer la constitución química íntima de las estrellas.

## Reconocimientos
Llevan su nombre:
- Un asteroide, (4705) Secchi

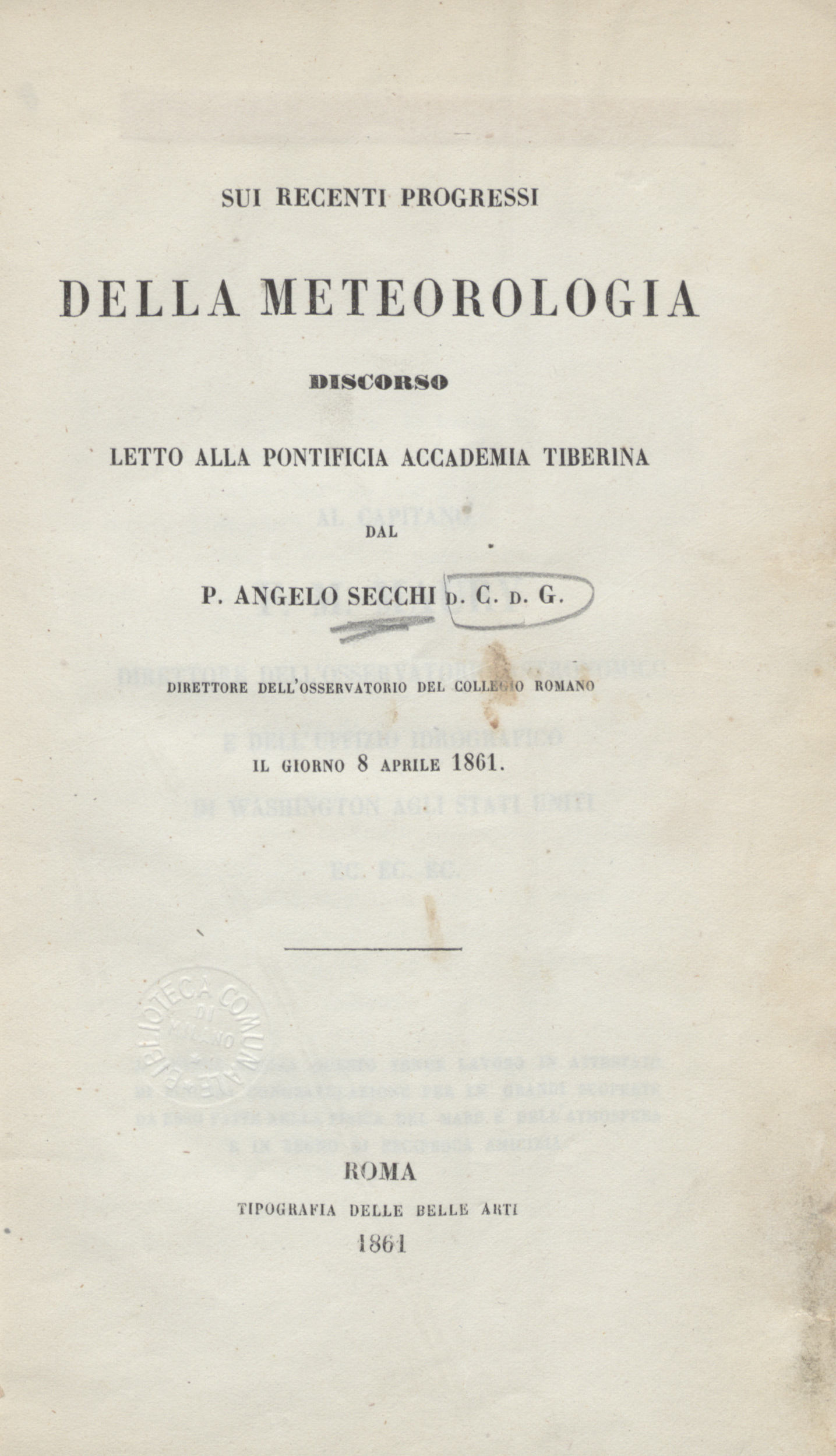
Sui recenti progressi della meteorologia (1861)

- El cráter marciano Secchi, de 234 km de diámetro.[9]
- El cráter lunar Secchi lleva este nombre en su memoria.[10]
- Una montaña en la Luna, el Mons Secchi.[11]
- Una rima de 35 km de largo en la Luna, Rimae Secchi.[12]